# Tabitha Frehner
Tabitha Frehner (* 1994 in Basel) ist eine Schweizer Schauspielerin.

## Leben
Die in Basel geborene Tabitha Frehner wuchs in Solothurn auf. Dort stand sie bereits vor ihrem Schauspielstudium am Stadttheater Biel/Solothurn in Don Carlos und Die Dreigroschenoper in der Regie von Katharina Rupp auf der Bühne. Zwischen 2014 und 2018 studierte sie Schauspiel an der Hochschule für Schauspielkunst Ernst Busch. Während ihres Studiums gastierte sie am Deutschen Theater Berlin in Der Tag, als ich nicht ich mehr war von Roland Schimmelpfennig in der Regie von Anne Lenk, Marat/Sade von Peter Weiss in der Regie von Stefan Pucher und ich Hochzeit von Elias Canetti in der Regie von Andreas Kriegenburg. Es folgte Kriegenburgs Inszenierung Yerma von Federico García Lorca am Staatsschauspiel Dresden. Im Deutschen Schauspielhaus Hamburg war sie in der Uraufführung Robin Hood von Markus Bothe und Nora Khuon als Titelheld zu sehen.
Zur Spielzeit 2019/20 holte sie Intendantin Sonja Anders ans Schauspiel Hannover. Dort spielte sie u. a. in Platonowa nach Platonow von Anton Tschechow (Regie: Stephan Kimmig), The Männy. Eine Menschtierverknotung von Kevin Rittberger (Regie: Kevin Rittberger) und Klimatrilogie von Thomas Köck (Regie: Marie Bues). 2024 erhielt sie dort den Weiter so! Förderpreis als beste Nachwuchsschauspielerin.